# 竹市雅俊
竹市雅俊（日语：／ Takeichi Masatoshi ?，1943年11月27日—），日本細胞生物學者、胚胎學者，美國國家科學院外籍院士，日本學士院會員。文化功勞者。現任理化學研究所名譽研究員、名古屋大学特別教授。
竹市教授是细胞粘附分子「钙粘蛋白」的發現者，曾獲2005年日本國際獎、2020年蓋爾德納國際獎。

## 早年生平
竹市雅俊出身石化商人之家，在日本愛知縣守山市（現名古屋市守山區）出生並成長，小學時代舉家搬到名古屋大學附近定居。起初為了繼承父親的公司，打算投考理工學部（理工學院），但由於自幼就對生物學有興趣，因此最後考入僅招收4名新生的名古屋大學理學部生物學科。其後於大三參加求職活動時，由於業界對生物學人才需求極少，竹市沒有錄取任何公司。大學畢業後，繼續留校攻讀碩士班，獲名大理學碩士學位。
在名古屋大學就讀博士班期間，竹市在動物學講座的江口吾郎手下，進行雞胚的研究。但隨著江口轉往京都大學岡田節人教授的研究室擔任助理教授，竹市也以名大在籍學生的身份，在京大的岡田研究室做研究。在岡田教授的指導下，竹市開始從事细胞粘附分子的研究。1973年3月獲京大理學博士學位。

## 研究
1974年，竹市前往美國卡內基科學研究所胚胎學部的Dick Pagano研究室留學。1976年返回京都大學的岡田研究室，其後發現钙粘蛋白。
2012年，竹市名列湯森路透引文桂冠獎，被看好角逐諾貝爾生理學或醫學獎。但該年度獲獎的日本人是京都大學教授山中伸彌。
2013年，與高橋政代等人實現iPS細胞首例人體臨床試驗。
2014年，從理化學研究所發育與再生科學綜合研究中心（CDB）主任轉任特別顧問。

## 榮譽

### 獲獎
- 1985年7月：朝日学術奨励金
- 1989年5月：塚原伸晃獎
- 1992年5月：中日文化獎[7]
- 1993年10月：大阪科學獎（日语：大阪科学賞）
- 1994年1月：朝日獎[8]
- 1995年2月：高松宮妃癌研究基金學術獎（日语：高松宮妃癌研究基金学術賞）
- 1996年3月：上原獎（日语：上原賞）[9]
- 1996年6月：日本学士院獎
- 2001年9月：庆应医学奖
- 2005年4月：日本國際獎 (Japan Prize)[10]
- 2012年：湯森路透引文桂冠獎
- 2020年：盖尔德纳国际奖[11]

### 敘勳
- 2004年：法國教育學術功勞勳章
- 2004年10月：文化功勞者

### 稱號
- 2004年 - 美國文理科學院外籍名譽院士
- 2004年 - 美國解剖學會名譽會員
- 2005年 - 神戶市產業功勞者
- 2007年 - 美國國家科學院外籍院士
- 2009年 - 歐洲分子生物學機構（EMBO）外籍會員
- 2007年4月 - 京都大學名譽教授
- 2012年 - 比利時根特大學名譽博士
- 2015年2月 - 美國科學促進會Fellow[12]

## 外部連結
- 生命誌研究館サイエンティストライブラリー特別編：竹市雅俊 （页面存档备份，存于）